# Širo Kikuhara
Širo Kikuhara (japonsko 菊原 志郎), japonski nogometaš, * 7. julij 1969.
Za japonsko reprezentanco je odigral 5 uradnih tekem.